# توني ريد (لاعب كرة قدم أمريكية)
توني ريد (بالإنجليزية: Tony Reed)‏ هو لاعب كرة قدم أمريكية أمريكي، ولد في 30 مارس 1955 في سان فرانسيسكو في الولايات المتحدة.

## وصلات خارجية
- توني ريد على موقع مرجع كرة القدم المحترفة.كوم (الإنجليزية)